# Nyksund
Nyksund är ett gammalt fiskeläge (norska: fiskevær) i Øksnes kommun i Nordland fylke i norra Norge. Bebyggelsen är belägen på två små öar, Nyksundøya och Ungsmaløya, vid sidan av den nordvästra spetsen av ön Langøya, norr om kommunens centralort Myre.
År 2016 fanns det 20 invånare i Nyksund. Orten var ögruppen Vesterålens näst största fiskeläge omkring år 1900, men fick senare en stark nedgång i antalet invånare.
Tidigare har orten tillhört dåvarande Langenes kommun.

## Historia
Nyksund avfolkades på 1970-talet, men på 1980-talet fick en tysk turist idén att starta det så kallade Nyksundsprojektet där. Nyksund blev en internationell mötesplats, särskilt för ungdomar. Under en tioårsperiod kom hundratals ungdomar från Europa till Nyksund för att arbeta under sin semester. Senare avslutades projektet, men aktiviteten hade medfört ett ökat intresse för platsen.
I dag har Nyksund en aktiv verksamhet hela året, inom konst, kultur och reseliv. Flera musiker, och även konstnärer, har bosatt sig här. Nyksund Kurs & Retreatgård är en central verksamhet på platsen.

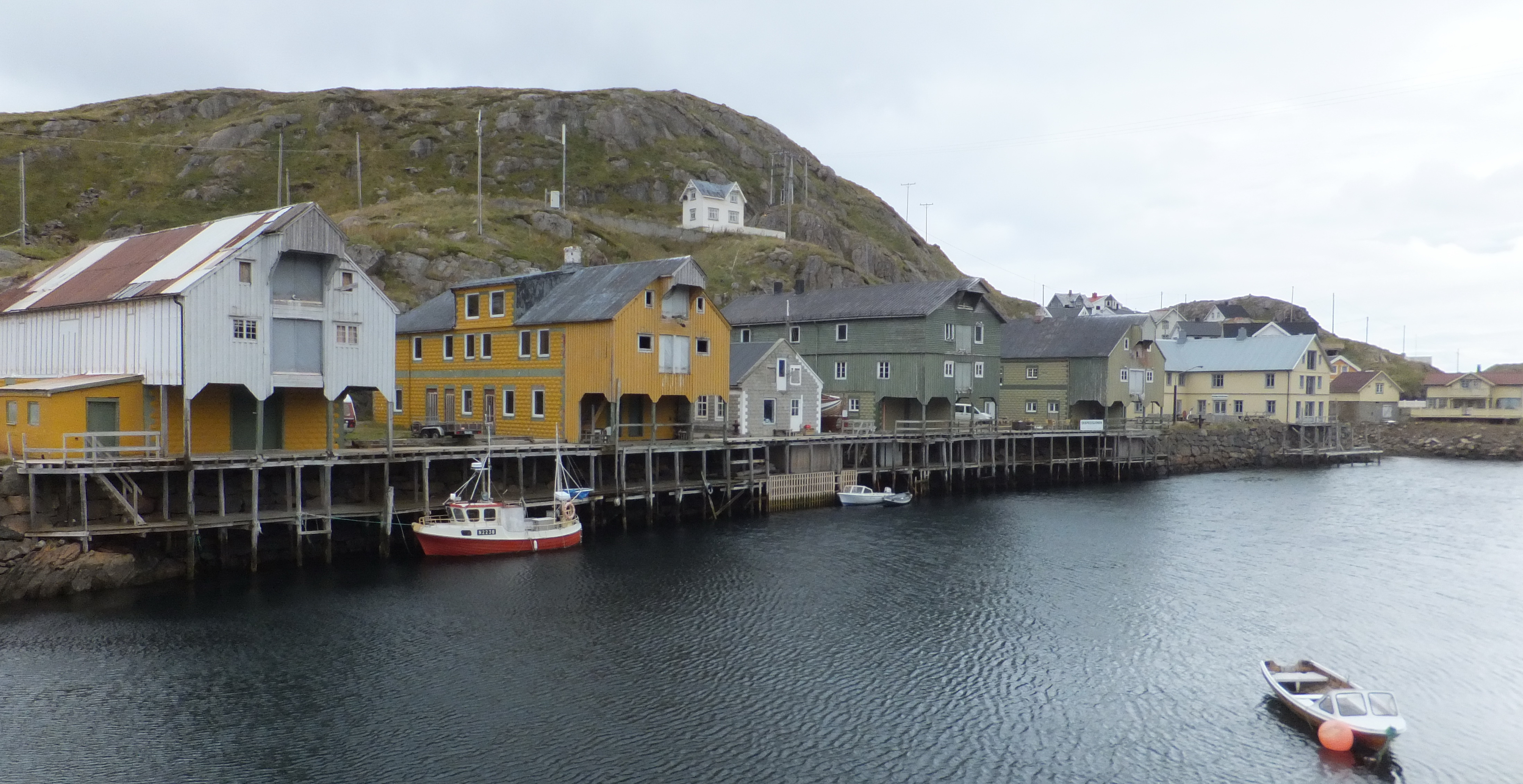
Vy mot Nyksundøya.